# 宇城市立小川小学校
宇城市立小川小学校（うきしりつ おがわしょうがっこう）は、熊本県宇城市小川町西北小川にある公立小学校。

## 沿革
- 1875年（明治8年） - 小川小学校を正善寺に創立
- 1878年（明治11年） - 校舎を妙音寺に移転
- 1890年（明治13年） - 校舎を正院に建設
- 1888年（明治21年） - 小川尋常小学校と改称
- 1905年（明治38年） - 小川尋常高等小学校と改称
- 1936年（昭和11年） - 小川町西北小川1番地に校舎を建設・移転
- 1941年（昭和16年） - 小川国民学校と改称
- 1947年（昭和22年） - 小川町立小川小学校と改称、小川中学校設置
- 1975年（昭和50年） - 創立100周年
- 2005年（平成17年） - 町村合併により宇城市立小川小学校と改称

## 関係機関
- 宇城市立小川中学校